# Navettes maritimes du Réseau Mistral
Les navettes maritimes du réseau Mistral sont des vaporetti (ou « hydrobus ») desservant trois lignes (dont une prolongée en soirée) fonctionnant toute l'année, sauf conditions climatiques exceptionnelles, aux mêmes prix et fréquences que les autobus terrestres de l'agglomération entourant la petite rade de Toulon. Les lignes portent chacune un numéro : 8M, 18M, 28M, 38M.

## Historique
Le réseau de navettes maritimes est exploité par la régie des transports en commun toulonnais depuis 1984, mais un service de type privé existe depuis le début du siècle entre la station balnéaire réputée des Sablettes à La Seyne-sur-Mer et Toulon. Avant l'intégration au réseau Mistral (créé en 2003 à la suite de la création de la communauté d'agglomération Toulon Provence Méditerranée), le système des navettes maritimes était exploité par le SITCAT, filiale alors de la RMTT (Régie mixte des transports toulonnais). Aujourd'hui, le réseau maritime est le plus fréquenté de France, avec plus de 1,8 million de passagers par année sur l'ensemble des lignes maritimes.

## Lignes

### Lignes permanentes
,,
| Ligne | Caractéristiques | Caractéristiques                                                      | Caractéristiques                                                      | Caractéristiques                                                      | Caractéristiques                                                      | Caractéristiques                                                      | Caractéristiques                                                      | Caractéristiques                                                      | Caractéristiques                                                      |
| 38M   | La Seyne ⥋ Les Sablettes | La Seyne ⥋ Les Sablettes                                              | La Seyne ⥋ Les Sablettes                                              | La Seyne ⥋ Les Sablettes                                              | La Seyne ⥋ Les Sablettes                                              | La Seyne ⥋ Les Sablettes                                              | La Seyne ⥋ Les Sablettes                                              | La Seyne ⥋ Les Sablettes                                              | La Seyne ⥋ Les Sablettes                                              |
| ----- | --- | --------------------------------------------------------------------- | --------------------------------------------------------------------- | --------------------------------------------------------------------- | --------------------------------------------------------------------- | --------------------------------------------------------------------- | --------------------------------------------------------------------- | --------------------------------------------------------------------- | --------------------------------------------------------------------- |
| 38M   | Ouverture / Fermeture Juillet 2025 / — | Longueur —                                                            | Durée —                                                               | Nb. d’arrêts 3                                                        | Matériel —                                                            | Jours de fonctionnement —                                             | Jour / Soir / Nuit / Fêtes — / — / — / —                              | Voy. / an —                                                           | Dépôt —                                                               |
| 38M   | Desserte : Les Sablettes - Espace Maritime - La Seyne |                                                                       |                                                                       |                                                                       |                                                                       |                                                                       |                                                                       |                                                                       |                                                                       |
| 38M   | Autre : |                                                                       |                                                                       |                                                                       |                                                                       |                                                                       |                                                                       |                                                                       |                                                                       |
| 38M   | Dernière actualisation : — … |                                                                       |                                                                       |                                                                       |                                                                       |                                                                       |                                                                       |                                                                       |                                                                       |
| 8M    | Toulon — Ponton Toulon ⥋ La Seyne — Ponton Seyne | Toulon — Ponton Toulon ⥋ La Seyne — Ponton Seyne                      | Toulon — Ponton Toulon ⥋ La Seyne — Ponton Seyne                      | Toulon — Ponton Toulon ⥋ La Seyne — Ponton Seyne                      | Toulon — Ponton Toulon ⥋ La Seyne — Ponton Seyne                      | Toulon — Ponton Toulon ⥋ La Seyne — Ponton Seyne                      | Toulon — Ponton Toulon ⥋ La Seyne — Ponton Seyne                      | Toulon — Ponton Toulon ⥋ La Seyne — Ponton Seyne                      | Toulon — Ponton Toulon ⥋ La Seyne — Ponton Seyne                      |
| 8M    | Ouverture / Fermeture 12 Juin 1981 / — | Longueur —                                                            | Durée 20 min                                                          | Nb. d’arrêts 4                                                        | Matériel Bateau                                                       | Jours de fonctionnement L, Ma, Me, J, V, S, D                         | Jour / Soir / Nuit / Fêtes O / N / N / O                              | Voy. / an —                                                           | Exploitant RD TPM                                                     |
| 8M    | Desserte : - Communes : Toulon, La Seyne-sur-Mer - Pontons desservis : Ponton Toulon • Ponton Espace Marine • Ponton Seyne • Ponton Base Navale (à certaines heures)                                                                           |                                                                       |                                                                       |                                                                       |                                                                       |                                                                       |                                                                       |                                                                       |                                                                       |
| 8M    | Autre : |                                                                       |                                                                       |                                                                       |                                                                       |                                                                       |                                                                       |                                                                       |                                                                       |
| 8M    | Dernière actualisation : — |                                                                       |                                                                       |                                                                       |                                                                       |                                                                       |                                                                       |                                                                       |                                                                       |
| 18M   | Toulon — Ponton Toulon ⥋ La Seyne — Ponton Sablettes | Toulon — Ponton Toulon ⥋ La Seyne — Ponton Sablettes                  | Toulon — Ponton Toulon ⥋ La Seyne — Ponton Sablettes                  | Toulon — Ponton Toulon ⥋ La Seyne — Ponton Sablettes                  | Toulon — Ponton Toulon ⥋ La Seyne — Ponton Sablettes                  | Toulon — Ponton Toulon ⥋ La Seyne — Ponton Sablettes                  | Toulon — Ponton Toulon ⥋ La Seyne — Ponton Sablettes                  | Toulon — Ponton Toulon ⥋ La Seyne — Ponton Sablettes                  | Toulon — Ponton Toulon ⥋ La Seyne — Ponton Sablettes                  |
| 18M   | Ouverture / Fermeture Juin 1983 / — | Longueur —                                                            | Durée 30 min                                                          | Nb. d’arrêts 3                                                        | Matériel Bateau                                                       | Jours de fonctionnement L, Ma, Me, J, V, S, D                         | Jour / Soir / Nuit / Fêtes O / O / N / O                              | Voy. / an —                                                           | Exploitant RD TPM                                                     |
| 18M   | Desserte : - Communes : Toulon, La Seyne-sur-Mer - Principaux arrêts desservis : Ponton Toulon • Ponton Tamaris • Ponton Sablettes |                                                                       |                                                                       |                                                                       |                                                                       |                                                                       |                                                                       |                                                                       |                                                                       |
| 18M   | Autre : La ligne se prolonge la nuit du jeudi au samedi de 21 heures à 1 heure du matin. Elle dessert alors Saint-Mandrier dans le sens de Toulon aux Sablettes.                                                                               |                                                                       |                                                                       |                                                                       |                                                                       |                                                                       |                                                                       |                                                                       |                                                                       |
| 18M   | Dernière actualisation : — |                                                                       |                                                                       |                                                                       |                                                                       |                                                                       |                                                                       |                                                                       |                                                                       |
| 28M   | Toulon — Ponton Toulon ⥋ Saint-Mandrier-sur-Mer — Ponton St. Mandrier | Toulon — Ponton Toulon ⥋ Saint-Mandrier-sur-Mer — Ponton St. Mandrier | Toulon — Ponton Toulon ⥋ Saint-Mandrier-sur-Mer — Ponton St. Mandrier | Toulon — Ponton Toulon ⥋ Saint-Mandrier-sur-Mer — Ponton St. Mandrier | Toulon — Ponton Toulon ⥋ Saint-Mandrier-sur-Mer — Ponton St. Mandrier | Toulon — Ponton Toulon ⥋ Saint-Mandrier-sur-Mer — Ponton St. Mandrier | Toulon — Ponton Toulon ⥋ Saint-Mandrier-sur-Mer — Ponton St. Mandrier | Toulon — Ponton Toulon ⥋ Saint-Mandrier-sur-Mer — Ponton St. Mandrier | Toulon — Ponton Toulon ⥋ Saint-Mandrier-sur-Mer — Ponton St. Mandrier |
| 28M   | Ouverture / Fermeture Février 1986 / 1954 (si l'on prend en compte, la famille Davin avec les bateaux Creux St-Georges I à V / — | Longueur —                                                            | Durée 30 min                                                          | Nb. d’arrêts 4                                                        | Matériel Bateau                                                       | Jours de fonctionnement L, Ma, Me, J, V, S, D                         | Jour / Soir / Nuit / Fêtes O / N / N / O                              | Voy. / an —                                                           | Exploitant RD TPM                                                     |
| 28M   | Desserte : - Communes : Toulon, Saint-Mandrier-sur-Mer - Principaux arrêts desservis : Ponton Toulon • PEM Pôle Écoles Méditerranée • Ponton Président • Ponton St Mandrier                                                                    |                                                                       |                                                                       |                                                                       |                                                                       |                                                                       |                                                                       |                                                                       |                                                                       |
| 28M   | Autre : La traversée est gratuite uniquement pour le personnel de la Défense affecté au CIN présentant un badge avec contre-marque rouge notée : « Élève Stagiaire », « Cadre élève » avec date en cours de validité se rendant à l'arrêt PEM. |                                                                       |                                                                       |                                                                       |                                                                       |                                                                       |                                                                       |                                                                       |                                                                       |

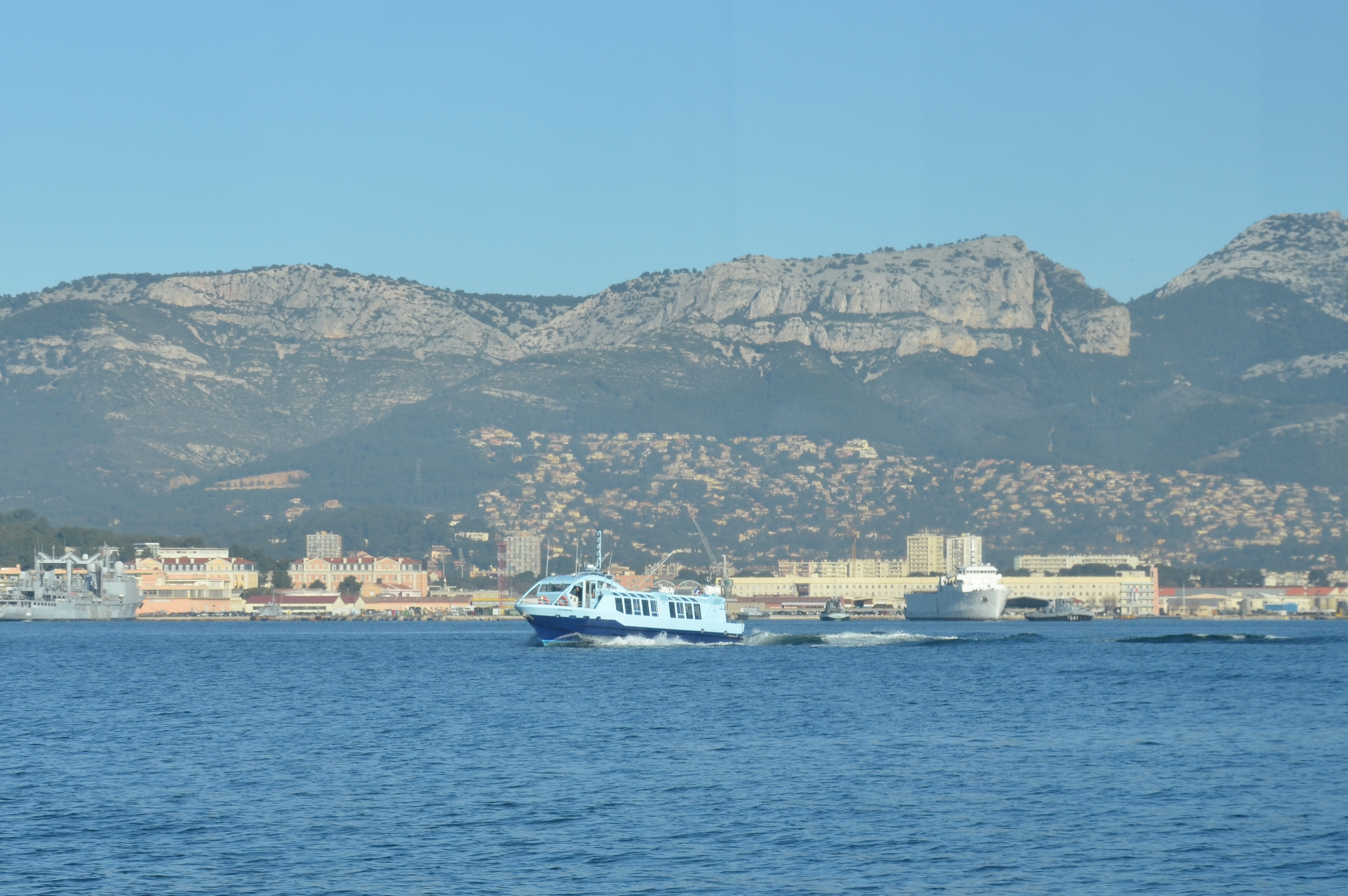
Bateau Lou Roucaou traversant la rade de Toulon avec les Monts toulonnais en arrière-plan.

| 28M   | Dernière actualisation : — |                                                                       |                                                                       |                                                                       |                                                                       |                                                                       |                                                                       |                                                                       |                                                                       |

### Adaptations estivales
Avec l'affluence touristique, le réseau qui en service régulier assure des départs toutes les 30 minutes porte les fréquences de 15 à 20 minutes afin de faire face au nombre de visiteurs désireux de visiter Toulon, visiter les quartiers seynois ou encore la presqu'île mandréenne.
Le réseau Mistral a annoncé en mai 2024, la remise en place de la ligne 38M, durant la période estivale (du 8 Juillet au 1er Septembre) 
| Ligne | Caractéristiques | Caractéristiques                   | Caractéristiques                   | Caractéristiques                   | Caractéristiques                   | Caractéristiques                           | Caractéristiques                         | Caractéristiques                        | Caractéristiques                   |
| 38M   | Ponton La Seyne ⥋ Ponton Sablettes | Ponton La Seyne ⥋ Ponton Sablettes | Ponton La Seyne ⥋ Ponton Sablettes | Ponton La Seyne ⥋ Ponton Sablettes | Ponton La Seyne ⥋ Ponton Sablettes | Ponton La Seyne ⥋ Ponton Sablettes         | Ponton La Seyne ⥋ Ponton Sablettes       | Ponton La Seyne ⥋ Ponton Sablettes      | Ponton La Seyne ⥋ Ponton Sablettes |
| ----- | --- | ---------------------------------- | ---------------------------------- | ---------------------------------- | ---------------------------------- | ------------------------------------------ | ---------------------------------------- | --------------------------------------- | ---------------------------------- |
| 38M   | Ouverture / Fermeture 8 juillet 2024 / 1er septembre 2024 | Longueur —                         | Durée 30 min                       | Nb. d’arrêts 3                     | Matériel Bateaux-bus               | Jours de fonctionnement L, Ma, Me, J, V, S | Jour / Soir / Nuit / Fêtes O / N / N / N | Voy. / an (ligne pas encore en service) | Dépôt —                            |
| 38M   | Desserte : Ponton La Seyne (Correspondance 8M), Espace Marine (Correspondance 8M), et Ponton Sablettes (Correspondance 18M) ; elle ne dessert pas Ponton Tamaris. |                                    |                                    |                                    |                                    |                                            |                                          |                                         |                                    |
| 38M   | Autre : |                                    |                                    |                                    |                                    |                                            |                                          |                                         |                                    |
| 38M   | Dernière actualisation : — |                                    |                                    |                                    |                                    |                                            |                                          |                                         |                                    |

## Correspondances

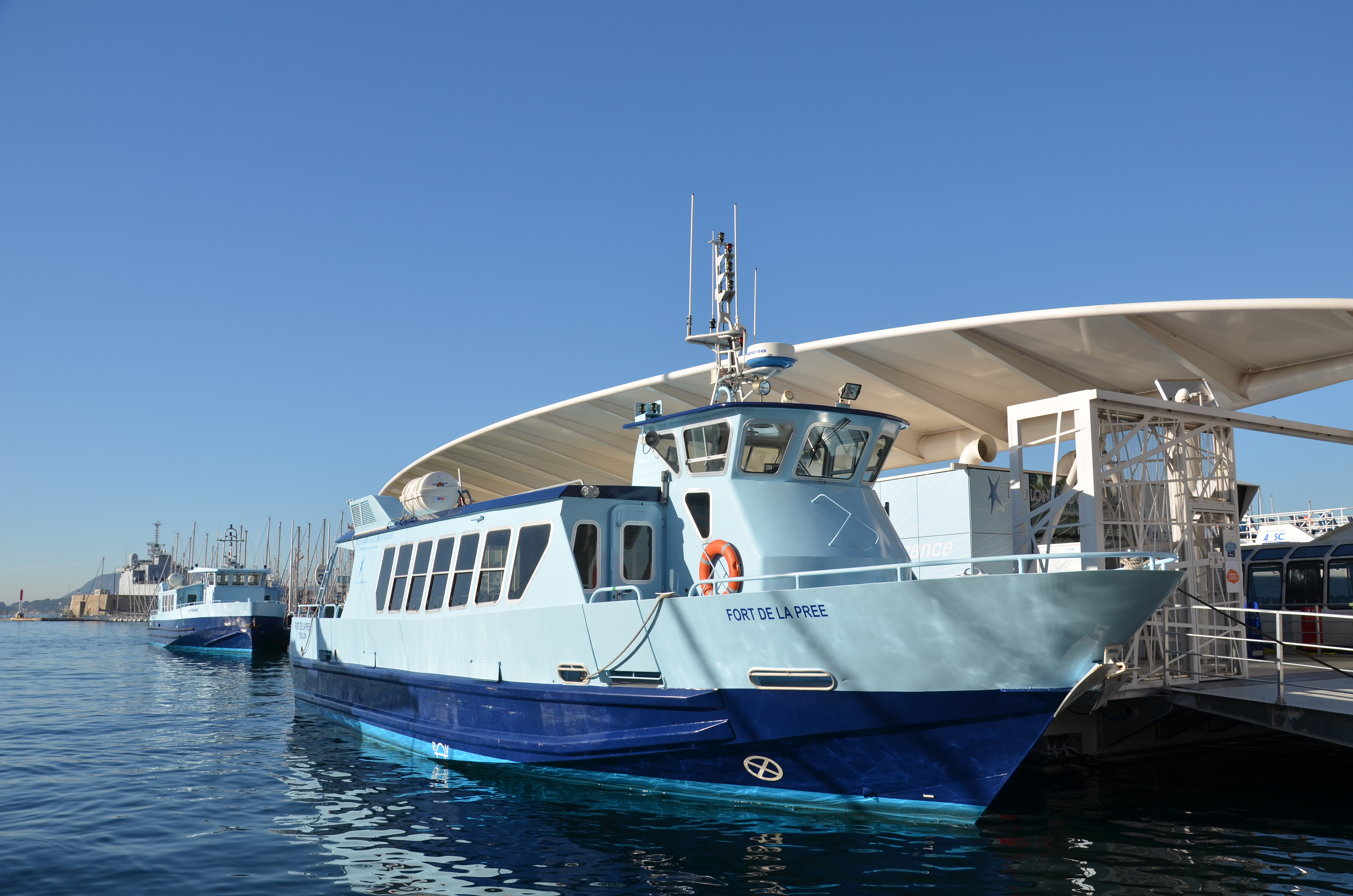
Bateau-bus Fort de la Prée à Toulon Station Maritime.

Le réseau maritime est complémentaire du réseau bus. Il assure des dessertes plus rapides mais permet aussi des correspondances pour rallier différents quartiers ou secteurs de l'agglomération en évitant les routes, embouteillés à certaines heures. Les lignes se rejoignent toutes à Station Maritime à Toulon :
- Espace Marine : Lignes 8, 12, 81, 82, 83 ;
- La Seyne : Lignes 8, 12, 18, 81, 82, 83, 84, 87, AB88 ;
- Les Sablettes : Lignes 8, 18, 28, 83, 84 ;
- Président : Lignes 18, 28 ;
- Tamaris : Lignes 82, 83 ;
- Station Maritime (Toulon) : Lignes U, 6, 15, 23, 40 ;
- St-Mandrier : Lignes 18, 28.

## Projets
Lors du PDU (Plan de Déplacements Urbains) 2015-2025, TPM (qui n'était pas encore une Métropole) annonce que de nouveaux embarcadères sont « à l'étude » comme à Bois Sacrée pour la correspondance avec le BHNS, dans le Port de Brégaillon, à Artillerie de Marine, et au Fort-Saint-Louis. Aucune information pour des lignes maritimes qui quitteraient la petite rade (et iraient au Pradet, Carqueiranne, ou Hyères).

## Anciennes lignes

### Lignes nocturnes
Les deux anciennes lignes N2 et N4 n'existent plus depuis septembre 2016 , elles ont été remplacées par la ligne de jour 18M prolongée en soirée le jeudi, vendredi et le samedi entre 21h et 1h du matin.

#### N2
La ligne N2 desservait Toulon et le centre-ville de La Seyne-sur-Mer les vendredis et samedis soir entre 20h10 et 1h du matin. La liaison s'effectuait en 20 minutes et un bateau toutes les heures quittait à la fois le ponton Toulon (de 20h10 à 00h10) et le ponton La Seyne (de 20h40 à 00h35)

#### N4
La ligne N4 desservait Toulon, Saint-Mandrier-sur-Mer et le quartier des Sablettes les vendredis et samedis soir entre 21h10 et 1h du matin. La liaison s'effectuait en 30 minutes dans le sens Toulon > Sablettes et 20 minutes dans le sens Sablettes > Toulon. La fréquence était d'un bateau par heure toutes les 90 minutes environ (départ de Toulon à 21h15 - 22h50 - 00h15).

### Ligne expérimentale 38M

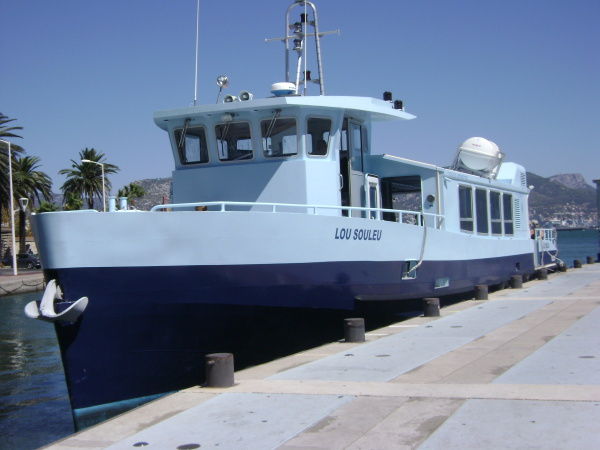
Navette Lou Souleu.

La ligne 38M permettait sur plusieurs périodes (1994-1995, 2004-2005 et en 2012) de relier le centre-ville de La Seyne-sur-Mer (Ponton La Seyne), Tamaris (en 2012), le quartier des Sablettes, Saint-Mandrier sur Mer et retour au port de La Seyne. Cette ligne à vocation principalement touristique fut expérimentée quelques mois en service régulier afin d'analyser l'impact sur les habitudes de déplacements du bassin sud de l'agglomération toulonnaise. En 2012, cinq départs réguliers étaient assurés les samedis et dimanches matin par 2 navettes d'environ 98 places (souvent Lou Pichoun & Lou Souleu). L'expérimentation fut un échec, une faible fréquentation accompagnée d'une faible fréquence eurent raison de l'existence de cette ligne du fait d'une grosse concurrence avec le réseau bus qui pouvait permettre un temps de parcours moindre (27 minutes St-Mandrier > la Seyne contre 40 en bateau) et la voiture. Par ailleurs, la saison estivale n'assurait pas un taux de remplissage à la hauteur des espérances. La ligne fut définitivement supprimée en 2012 malgré la réclamation des maires seynois et mandréens pour la remise en place de cette ligne à une fréquence normale sans arrêt entre Saint-Mandrier sur Mer et La Seyne-sur-Mer.